# ديف إيدج
ديف إيدج هو منافس ألعاب قوى كندي، ولد في 12 نوفمبر 1954 في بلاكبول في المملكة المتحدة.

## وصلات خارجية
- ديف إيدج على موقع الاتحاد الدولي لألعاب القوى (الإنجليزية)
- ديف إيدج على موقع الاتحاد الكندي لألعاب القوى (الإنجليزية)
- ديف إيدج على موقع اللجنة الأولمبية الدولية (الإنجليزية)
- ديف إيدج على موقع أوليمبيديا (الإنجليزية)
- ديف إيدج على موقع اللجنة الأولمبية الكندية (الإنجليزية)
- ديف إيدج على موقع اتحاد ألعاب الكومنولث (مؤرشف) (الإنجليزية)